# Uranophora venezuelensis
Uranophora venezuelensis là một loài bướm đêm thuộc phân họ Arctiinae, họ Erebidae.